# Tolentinói Szent Miklós-előszékesegyház
A Tolentinói Szent Miklós-előszékesegyház (spanyolul: Iglesia de San Nicolás de Tolentino) egy előszékesegyház, a kolumbiai Barranquilla egyik temploma.

## Története
Már 1629-ből van arról adat, hogy a mai Szent Miklós-templom helyének közelében állt egy fából épült, szalmával fedett tetejű kápolna. Ez a terület Nicolás de las Heras y Pantoja tulajdonában állt, később Nicolás de Barros y de la Guerra vásárolta meg. Már ez a kápolna is Tolentinói Szent Miklós nevét viselte, és a galapai plébános volt az, aki néha átjárt ide szertartásokat tartani. A kápolna azonban egy idő után tönkrement, ezért egy új, téglából készült templom építését kezdték el a 18. században. A szükséges pénz összegyűjtésében D. Luís de Suárez presbiter játszotta a legnagyobb szerepet. Ez a templom már a mai helyén, a Szent Miklós téren állt. 1747-ben plébániatemplomi rangra emelték.
1874-re az épület annyira leromlott állapotba került, hogy sürgetővé vált a felújítás. Ezért alakítottak a város előkelő katolikus hölgyei, név szerint: Isabel Sardá de Arjona, Clemencia Álvarez de la Hoz, Rita Rosa de Buitrago, Francisca Arjona de Armenta, Rita C. de Gerlein, Reparada García de Jimeno és Matilde Pareja de Giraldo egy juntát, amelynek sikerült rengeteg adományt összegyűjtenie a felújításhoz.
Elkészültétől fogva a Szent Miklós-templom számított Barranquilla első számú templomának, sőt, 1932-ben, a Barranquillai egyházmegye létrehozásakor székesegyházzá is felminősítették. Első püspökévé Calixto Leiva Charrist nevezték ki. 1982-ben, miután felépült a modern Mária királynő templom, a székesegyházi rangot ez az új épület vette át.
1948. április 9-én felizgatott liberálisok felgyújtották a templom egy részét, a megszentelt ostyákat pedig kiszórták az utcára. A tűzben megsemmisült számos értékes kép és dokumentum.
2005-ben a kormány az épületet a nemzeti jelentőséggel bíró kulturális javak közé sorolta be. 2009 és 2011 között felújították.

## Leírás
Az újgótikus stílusú templom Barranquilla keleti felén, a történelmi belvárosban található a város védőszentjéről, Tolentinói Szent Miklósról elnevezett tér nyugati oldalán. Homlokzati oldalán két nagyobb tornya van, míg középpontjától nyugatra egy kisebb torony is emelkedik.
Belsejében két értékes ereklye látható: egy kendő, amely állítólag magának Tolentinói Szent Miklósnak a vérével van átitatva, és a főoltár, amelybe a szent egy kis csontját ágyazták be. Van a templomban egy értékes gyűjtemény is, amely azonban nincs állandóan nyitva a látogatók számára: ebben olyan évszázados egyházi kincsek találhatók, amelyeket Enrique Yidi gyűjtött szentföldi útjai alkalmával. Mindig megtekinthetőek viszont más értékes műkincsek, többek között régi fakeresztek, arany ostyatartók és ékszerek.

## Képek

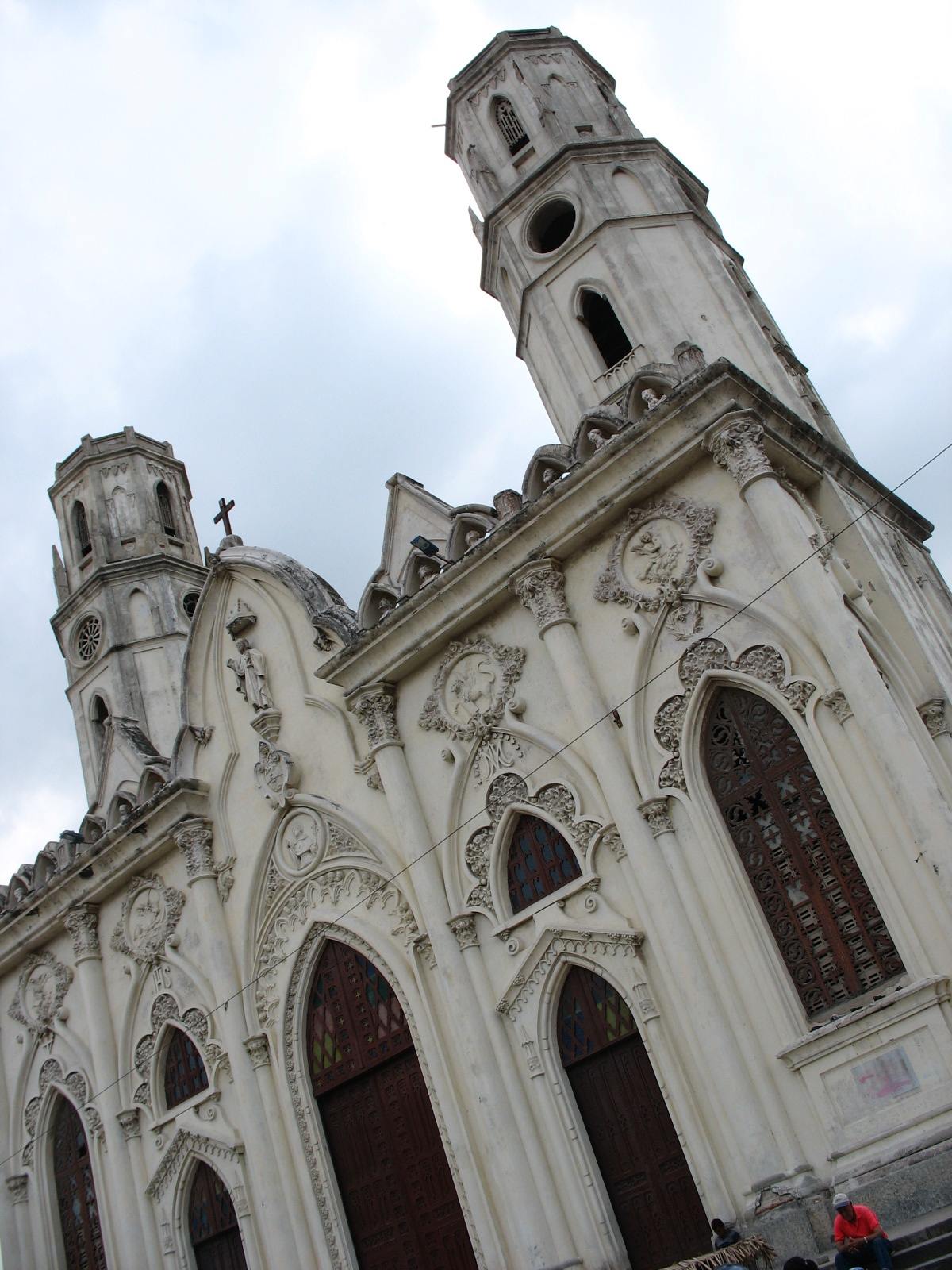
A felújítás előtt
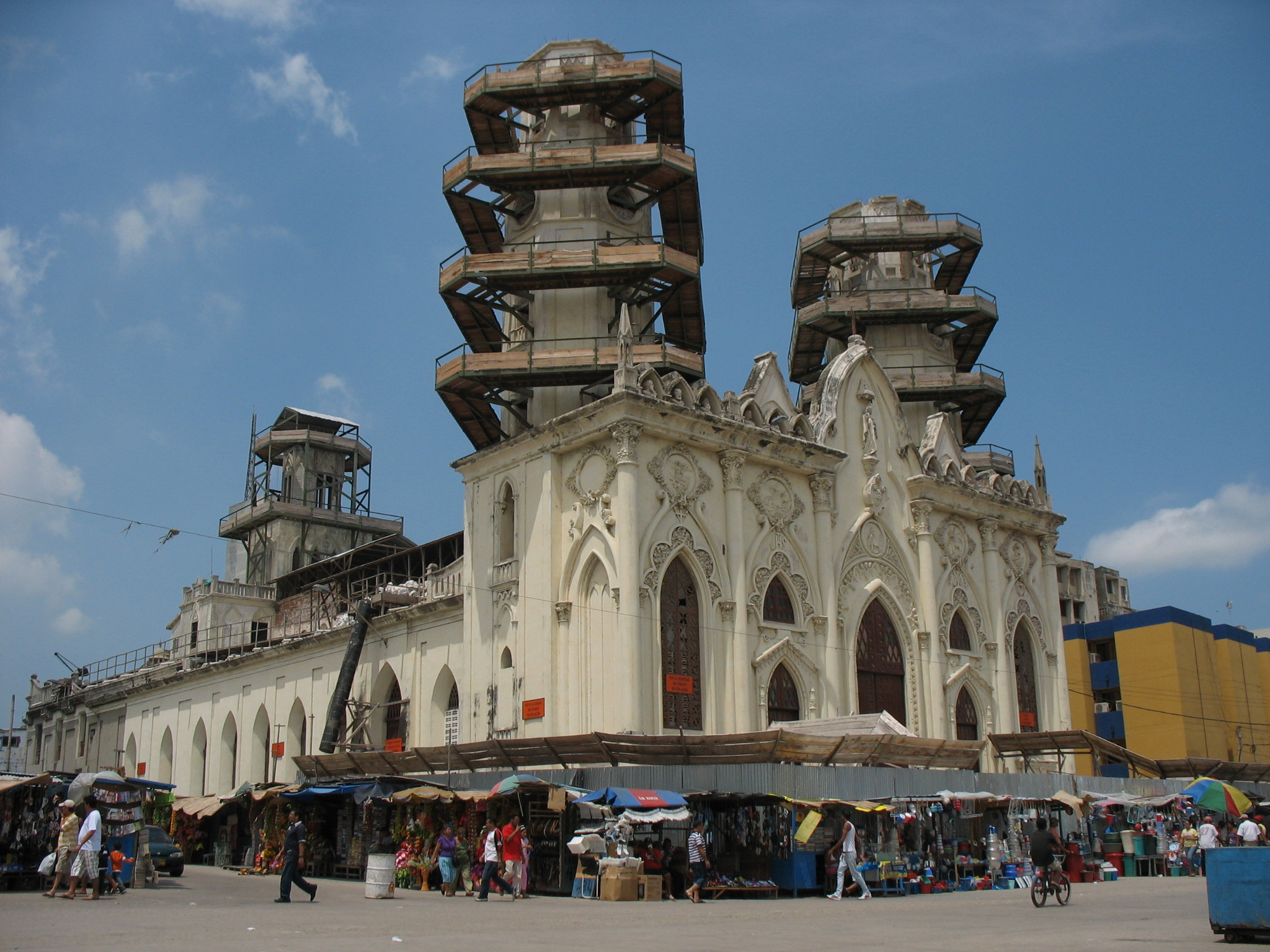
Felújítás közben
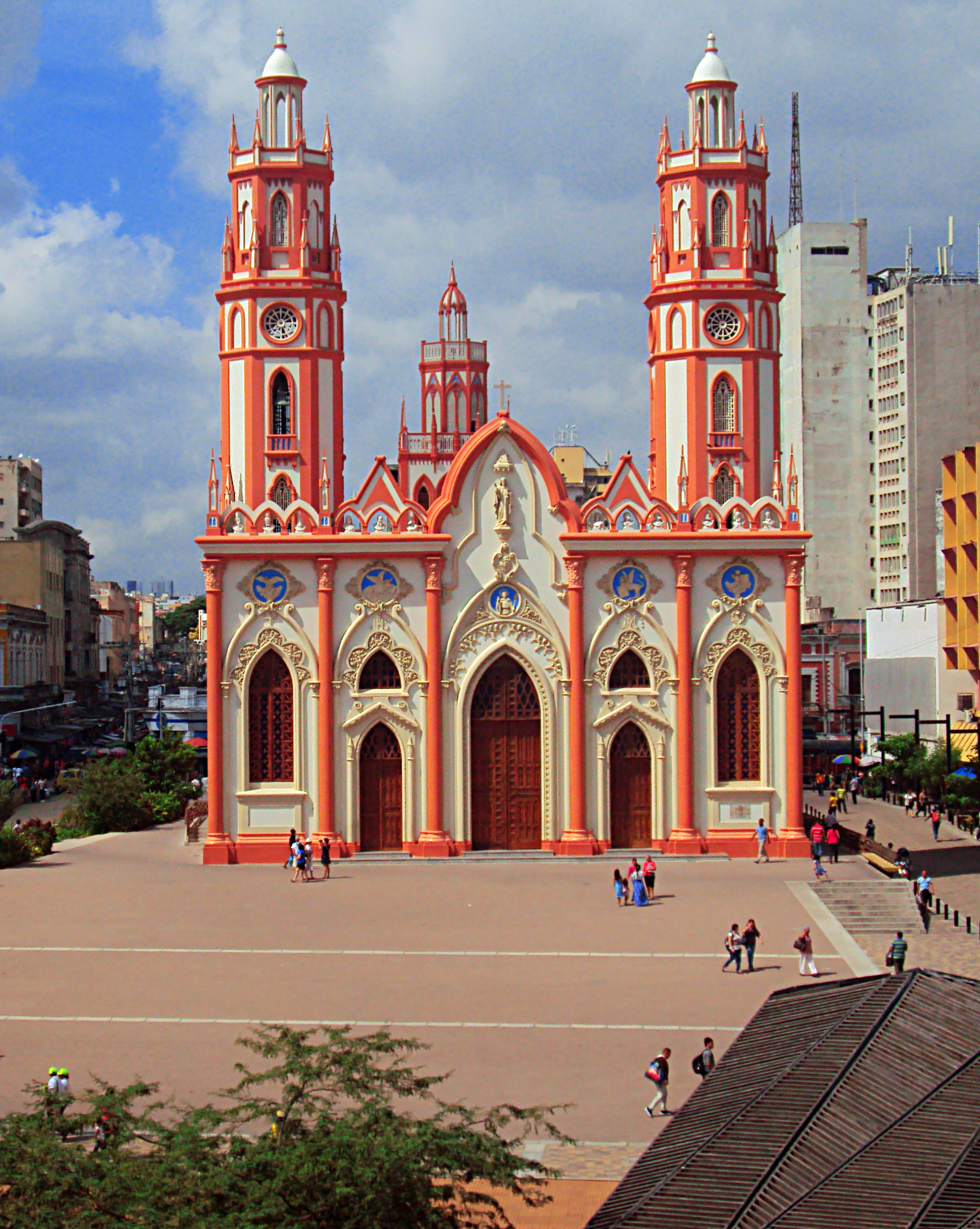
A templom és környezete
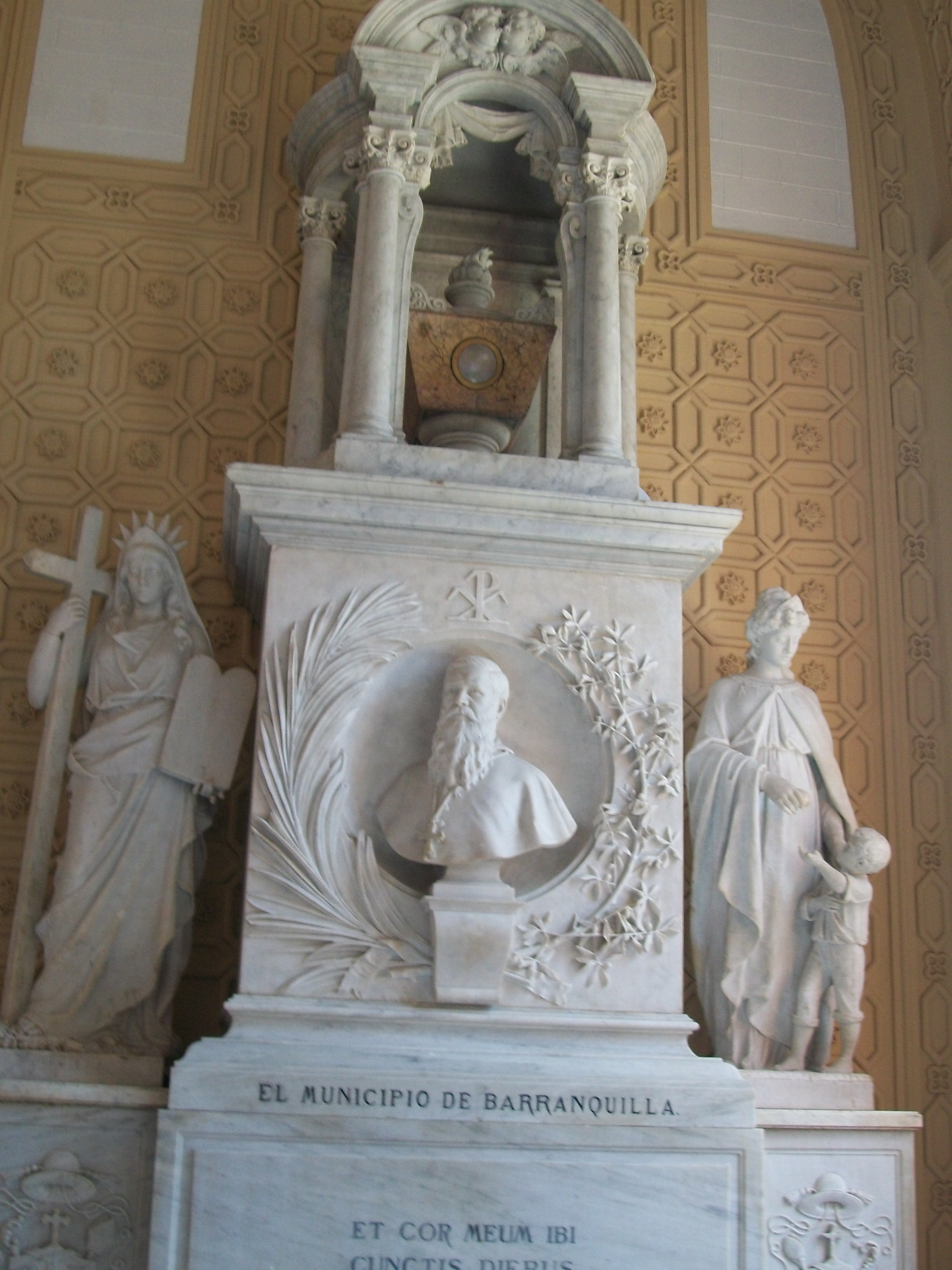
Belső kép